# 주스페인 대한민국 대사관
주 스페인 대한민국 대사관은 1970년 스페인 마드리드에 개설된 대한민국 외교부 소속의 대사관이다.

## 역대 공관장
| 대수        | 성명           | 부임             |
| ----------- | -------------- | ---------------- |
| 제1대 대사  | 최완복(崔完福) | 1970년 3월 13일  |
| 제2대 대사  | 심흥선(沈興善) | 1972년 10월 11일 |
| 제3대 대사  | 신상철(申尙澈) | 1974년 4월 4일   |
| 제4대 대사  | 장재용(張在鏞) | 1979년 7월 5일   |
| 제5대 대사  | 연하구(延河龜) | 1981년 8월 18일  |
| 제6대 대사  | 탁나현(卓羅鉉) | 1983년 3월 3일   |
| 제7대 대사  | 윤 찬(尹 燦)   | 1986년 5월 15일  |
| 제8대 대사  | 장명관(張明貫) | 1988년 6월 7일   |
| 제9대 대사  | 권태웅(權泰雄) | 1991년 9월 5일   |
| 제10대 대사 | 조광제(趙光濟) | 1994년 3월 10일  |
| 제11대 대사 | 현희강(玄熙剛) | 1996년 4월 8일   |
| 제12대 대사 | 홍장희(洪章憙) | 1999년 3월 9일   |
| 제13대 대사 | 이원영(李元永) | 2001년 9월 10일  |
| 제14대 대사 | 장동철(張東哲) | 2003년 6월 26일  |
| 제15대 대사 | 이춘선(李春先) | 2005년 9월 26일  |
| 제16대 대사 | 조태열(趙兌烈) | 2008년 6월 2일   |
| 제17대 대사 | 오대성(吳大星) | 2011년 4월 4일   |
| 제18대 대사 | 박희권(朴喜權) | 2014년 4월 17일  |
| 제19대 대사 | 전홍조(田弘祚) | 2018년 2월 10일  |
| 제20대 대사 | 박상훈         | 2020년 12월 9일  |
| 제21대 대사 | 임수석         | 2024년 8월 21일  |

## 관할 구역
주스페인 대한민국 대사관에서는 다음 지역을 관할한다. 주스페인 대한민국 대사관에서는 안도라를 겸임하고 있다.
| - 갈리시아주 - 나바라주 - 라리오하주 - 마드리드주 - 무르시아주 | - 바스크주 - 아라곤주 - 아스투리아스주 - 안달루시아주 | - 엑스트레마두라주 - 카스티야라만차주 - 카스티야이레온주 - 칸타브리아주 |  |

## 같이 보기

### 일반 주제
- 대한민국-스페인 관계
- 주한 스페인 대사관
- 주스페인 조선민주주의인민공화국 대사관

### 스페인에 설치한 대한민국 공관
- 주바르셀로나 대한민국 총영사관
- 주라스팔마스 대한민국 분관